# Хосе-Кардель
Хосе-Кардель (исп. José Cardel) — город в Мексике, входит в штат Веракрус. Административный центр муниципалитета Ла-Антигуа.